# Електромагнетна интерференција
Електромагнетна интерференција (ЕМИ), која се у радиофреквенцијском спектру назива и радио-фреквенцијским сметњама (РФИ), је поремећај генерисан од стране спољног извора који утиче на електрични круг путем електромагнетне индукције, електростатичког повезивања или проводљивости. Поремећај може погоршати перформансе круга или га чак зауставити. У случају путање података, ови ефекти се могу кретати од повећања стопе грешака до потпуног губитка података. И природни и људски извори генеришу променљиве електричне струје и напоне који могу изазвати ЕМИ: системе паљења, целуларну мрежу мобилних телефона, муње, сунчеве бакље и ауроре (северна / јужна светла). ЕМИ често утиче на АМ радио. Такође може да утиче на мобилне телефоне, ФМ радио и телевизоре, као и на опсервације за радио астрономију и атмосферске науке.
ЕМИ се може користити намерно за ометање радија, као у електронском рату.

## Историја
Од најранијих дана радио комуникација, негативни ефекти сметњи  од намерних и од ненамерних преноса су се осетили и самим тим потреба за управљањем радио-фреквенцијског спектра је постала  очигледна.
Године 1933. састанак Међународне електротехничке комисије (МЕК) у Паризу је препоручио да се успостави Међународни специјални комитет за радио сметње (ЦИСПР) који ће се бавити новим проблемом ЕМИ. ЦИСПР је касније произвео техничке публикације које покривају технике мерења и испитивања и препоручена ограничења за емисију и имунитет. Оне су еволуирале током деценија и чине основу многих светских ЕМЦ прописа данас.
Године 1979. уведене су законске границе за електромагнетне емисије за сву дигиталну опрему од стране ФКК-а у САД-у као одговор на повећан број дигиталних система који су ометали жичану и радио комуникацију. Методе испитивања и ограничења су засновани на ЦИСПР публикацијама, иако су слична ограничења већ била примењена у деловима Европе.
Средином осамдесетих година, државе чланице Европске уније усвојиле су низ директива "новог приступа" с намером стандардизације техничких захтева за производе тако да не постану препрека трговини унутар ЕК. Једна од њих била је ЕМЦ директива (89/336 / ЕЦ) и односи се на сву опрему која се ставља на тржиште или која се ставља у употребу. Њен опсег обухвата све уређаје "који могу проузроковати електромагнетне сметње или чија је перформанца подложна таквим поремећајима".
Ово је први пут да постоји законска обавеза о имунитету, као и емисија на апаратима намењеним општој популацији. Иако за неке производе могу постојати додатни трошкови, да би им се дао познати ниво имунитета повећава се њихов очекивани квалитет, јер су у могућности да коегзистирају са апаратима у активном ЕМ окружењу модерног времена и са мање проблема.
Многе земље сада имају сличне захтеве за производе да испуне неки ниво регулације електромагнетне компатибилности (ЕМК).

## Врсте
Електромагнетне сметње се могу категоризовати на следећи начин:
Уско појасне ЕМИ или РФИ сметње обично потичу од предвиђених преноса, као што су радио и ТВ станице или мобилни телефони.
Широкопојасне ЕМИ или РФИ сметње су ненамерно зрачење из извора као што су далеководи.
Проведена електромагнетска интерференција узрокована је физичким контактом проводника насупрот зраченом ЕМИ, који је узрокован индукцијом (без физичког контакта проводника). Електромагнетни поремећаји у ЕМ пољу проводника више неће бити ограничени на површину проводника и зрачиће се од њега. Ово остаје у свим проводницима и узајамна индуктивност између два зрачена електромагнетна поља резултираће ЕМИ-ом.

## ИТУ дефиниција
Интерференција са значењем електромагнетних сметњи, такође и радио-фреквенцијских сметњи (кратко: ЕМИ | РФИ) је - у складу са чланом 1.166."енергија која настаје због једне или комбинације емисија, зрачења или индукције по пријему у радиокомуникацијском систему, што се манифестује било каквом деградацијом перформанси, погрешном интерпретацијом или губитком информација које би се могле извадити у одсуству такве нежељене енергије."
Ово је такође дефиниција коју фреквентна администрација користи за обезбјеђивање фреквенцијских додела и доделе фреквенцијских канала радио станицама или системима, као и за анализу електромагнетске компатибилности између радиокомуникацијских услуга.
У складу са ИТУ РР (члан 1) варијације сметњи су класификоване на следећи начин:
- Дозвољено ометање
- Прихватљиве сметње
- Штетне сметње

## Спроведене сметње
Проведени ЕМИ је узрокован физичким контактом проводника насупрот зраченом ЕМИ-у који је узрокован индукцијом (без физичког контакта проводника).
За ниже фреквенције, ЕМИ је узрокован провођењем и, за веће фреквенције, зрачењем.
ЕМИ кроз жицу за уземљење је такође врло чест у електричном објекту.

## Осетљивост различитих радио технологија
Сметње имају тенденцију да буду проблематичније са старијим радио технологијама као што су аналогна амплитудна модулација, која нема начина да се разликује нежељени ин-банд сигнал од предвиђеног сигнала, и омнидирекционалне антене које се користе са системима емитовања. Новији радио системи укључују неколико побољшања која побољшавају селективност. У дигиталним радио системима, као што је Вај-фај, могу се користити технике корекције грешака. Технике распростирања спектра и скокова фреквенције могу се користити и са аналогним и дигиталним сигналима како би се побољшала отпорност на сметње. Високо усмерени пријемник, као што је параболична антена или пријемник различитости, може се користити за одабир једног сигнала у простору до искључења других.
Најекстремнији пример дигиталне сигнализације проширеног спектра до сада је ултра-широкопојасни (УШП), који предлаже кориштење великих делова радио спектра при ниским амплитудама за пренос високопропусних дигиталних података. УШП, ако се користи искључиво, омогућио би веома ефикасно коришћење спектра, али корисници других технологија још нису спремни да деле спектар са новим системом због сметњи које би изазвале њиховим пријемницима.

## Интерференција са потрошачким уређајима
У Сједињеним Америчким Државама, Закон из 1982. године 97-259 је дозволио Федералној комисији за комуникације (ФКК) да регулише подложност потрошачке електронске опреме.
Потенцијални извори РФИ и ЕМИ обухватају: различите типове предајника, трансформаторе звона, тостер пећи, електричну ћебад, ултразвучне уређаје за контролу штеточина, електричне грешке, грејне јастуке и контролисане сијалице. Вишеструки ЦРТ компјутерски монитори или телевизори који седе преблизу један другоме понекад могу проузроковати ефекат "шимија" једни на друге, због електромагнетне природе њихових цеви за слике, посебно када је активиран један од њихових калемова.
Електромагнетне сметње на 2.4 GHz могу бити узроковане 802.11б и 802.11г бежичним уређајима, [[|Блутут]] уређајима, бејби мониторима и бежичним телефонима, видео пошиљаоцима и микроталасним пећима.
Преклапајућа оптерећења (индуктивна, капацитивна и отпорна), као што су електромотори, трансформатори, грејачи, сијалице, баласт, напајање итд., узрокују електромагнетне сметње посебно код струја изнад 2 А. Уобичајена метода која се користи за сузбијање ЕМИ је повезивање снабер мреже, отпорника у серији са кондензатором, преко пара контаката. Иако ово може понудити скромну ЕМИ редукцију при веома ниским струјама, снабери не раде на струјама преко 2 А са електромеханичким контактима.
Још један метод за сузбијање ЕМИ је употреба потискивача шума феритног језгра, који су јефтини и који се спајају на кабл напајања уређаја или компромитованог уређаја.
Струјни уређаји са прекидним режимом могу бити извор ЕМИ, али су постали мањи проблем јер су се технике дизајна побољшале, као што је интегрисана корекција фактора снаге.
Већина земаља има законске захтеве који прописују електромагнетну компатибилност: електронички и електрични хардвер мора и даље исправно радити када је подвргнут одређеним количинама ЕМИ, и не би требало да емитује ЕМИ, који би могао ометати другу опрему (као што су радио уређаји).
Квалитет сигнала радио-фреквенција опао је током 21. века за отприлике један децибел годишње, пошто спектар постаје све гушћи.

## Стандарди
Међународни специјални комитет за радио сметње или ЦИСПР, који је одбор Међународне електротехничке комисије (МЕК), поставља међународне стандарде за зрачење и спровођење електромагнетних сметњи. То су цивилни стандарди за домаћи, комерцијални, индустријски и аутомобилски сектор. Ови стандарди чине основу других националних или регионалних стандарда, посебно европских норми (ЕН) које је написао Европски одбор за електротехничку стандардизацију. Америчке организације укључују Институт инжењера електротехнике и електронике (ИИЕЕ), Амерички национални институт за стандарде (АНИС) и америчку војску.

## ЕМИ у интегрисаним колима
Интегрисана кола су често извор ЕМИ-ја, али они обично морају да повежу своју енергију са већим објектима као што су хладњаци, штампане плоче и каблови који значајно емитују.
На интегрисаним колима важан начин смањења ЕМИ су: употреба бајпасних или раздвојних кондензатора на сваком активном уређају (повезано преко напајања, што ближе уређају), контрола пораста сигнала велике брзине помоћу серијских отпорника и филтрирање пинова ИК напајања. Заштита је обично последње средство након што су друге технике неуспешне, због додатног трошка заштитних компоненти као што су проводне матице.
Ефикасност зрачења зависи од висине изнад равни авиона или равнине снаге (на РФ, једна је добра као и друга) и дужине проводника у односу на таласну дужину сигналне компоненте. На нижим фреквенцијама, као што је 133 МHz, зрачење је готово искључиво преко У / И каблова; РФ шум долази на авионе и повезан је са линијским драјверима преко ВЦЦ и ГНД пинова. РФ се затим повезује са каблом преко линијског драјвера као шум у заједничком режиму. Будући да је бука уобичајена, заштита има врло мали ефекат, чак и код диференцијалних парова. РФ енергија је капацитивно повезана са паром сигнала на штит, а сам штит врши зрачење. Једино решење за ово је употреба прекидача за плетеницу или пригушивање да се смањи сигнал заједничког мода.
На вишим фреквенцијама, обично изнад 500 МHz, трагови постају електрички дужи и виши изнад равнине. На овим фреквенцијама се користе две технике: обликовање таласа са серијским отпорницима и уграђивање трагова између две равни. Ако све ове мере и даље остављају превише ЕМИ, може се користити заштита као што су РФ матице и бакарна трака. Већина дигиталне опреме је дизајнирана са металним или проводним пластичним кућиштима.

### РФ имуност и тестирање
Било који незаштићени полупроводник (нпр. Интегрисано коло) ће деловати као детектор за оне радио сигнале који се обично налазе у домаћем окружењу (нпр. Мобилни телефони). Такав детектор може демодулирати високофреквентни мобилни телефонски носач (нпр. ГСМ850 и ГСМ1900, ГСМ900 и ГСМ1800) и произвести демодулиране сигнале ниске фреквенције. Ова демодулација се манифестује као нежељени звук у аудио уређајима као што су појачало за микрофон, појачало за звучнике, ауто радио, телефон итд. Додавање ЕМИ филтера или специјалних техника распоређивања може помоћи у заобилажењу ЕМИ или побољшању РФ имунитета. Неке ИК су дизајниране (нпр. ЛМВ831-ЛМВ834, МАКС9724) да имају уграђене РФ филтере или посебан дизајн који помаже да се смањи било каква демодулација носиоца високе фреквенције.
Дизајнери често морају да изврше посебна испитивања за РФ имунитет делова који ће се користити у систему. Ови тестови се често обављају у глувој комори са контролисаним РФ окружењем где тестни вектори производе РФ поље слично оном произведеном у стварном окружењу.

## РФИ у радио астрономији
Интерференција у радио астрономији, где се обично назива радиофреквентна интерференција (РФИ), је било који извор преноса који се налази унутар посматраног фреквенцијског опсега, осим самих небеских извора. Пошто предајници на и око Земље могу бити много пута јачи од астрономског сигнала од интереса, РФИ је главна брига за извођење радио астрономије. Природни извори сметњи, као што су муње и Сунце, често се називају и РФИ.
Неки од фреквентних опсега који су веома важни за радио астрономију, као што је 21-цм ХИ линија на 1420 МHz, заштићени су регулацијом. То се назива управљање спектром. Међутим, модерне радио-астрономске опсерваторије као што су ВЛА, ЛОФАР и АЛМА имају веома велики пропусни опсег преко кога могу да посматрају. Због ограниченог спектралног простора на радио фреквенцијама, ови фреквентни опсези се не могу у потпуности распоредити за радио астрономију. Стога, опсерваторији треба да се баве РФИ у својим запажањима.
Технике за рад са РФИ опсегом од филтера у хардверу до напредних алгоритама у софтверу. Један од начина за решавање јаких предајника је потпуно филтрирање фреквенције извора. Ово је, на пример, случај са опсерваторијом ЛОФАР, који филтрира ФМ радио станице између 90-110 МHz. Важно је уклонити такве јаке изворе сметњи што је пре могуће, јер они могу "заситити" високо осетљиве пријемнике (појачала и аналогно-дигиталне претвараче), што значи да је примљени сигнал јачи него што пријемник може обрадити. Међутим, филтрирање фреквентног опсега подразумева да се ове фреквенције никада не могу посматрати са инструментом.
Уобичајена техника која се бави РФИ-ом унутар посматраног фреквенцијског опсега је да се РФИ детектује у софтверу. Такав софтвер може пронаћи узорке у временском, фреквенцијском или временско-фреквенцијском простору који су контаминирани извором који омета. Ови узорци се касније игноришу у даљој анализи посматраних података. Овај процес се често назива означавањем података. Пошто већина одашиљача има мали пропусни опсег и нису стално присутни, као што су радио уређаји за муње или грађански опсег (ГО), већина података остаје на располагању за астрономску анализу. Међутим, обележавање података не може решити проблеме са континуалним широкопојасним предајницима, као што су ветрењаче, дигитални видео или дигитални аудио предајници.
Други начин управљања РФИ је успостављање радио мирне зоне (РМЗ). РМЗ је добро дефинисана област која окружује пријемнике и која има посебне прописе којима се смањује РФИ у корист радио астрономских запажања унутар зоне. Прописи могу укључивати посебно управљање спектром и ограничењима густине [[|флукса]] или снаге. Контроле унутар зоне могу обухватити и друге елементе осим радио предајника или радио уређаја. То укључује контролу авиона и контролу ненамерних радијатора као што су индустријски, научни и медицински уређаји, возила и далеководи. Први РМЗ за радио астрономију је Национална радио мирна зона (НРМЗ), основана 1958. године.

## РФИ о мониторингу животне средине
Преноси на суседним опсезима на оне који се користе код пасивних даљинских истраживања, као што су временски сателити, изазвали су сметње, понекад значајне. Постоји забринутост да би усвајање недовољно регулисаног 5Ге могло довести до великих проблема са сметњама. Значајне сметње могу значајно пореметити нумеричке карактеристике предвиђања времена и имати значајне негативне утицаје на економску и јавну безбедност.  Ове забринутости навеле су америчког секретара за трговину Вилбура Роса и администратора НАСЕ Џим Брајденстин-а у фебруару 2019. године да подстакну ФКК да поништи понуђену аукцију спектра, која је одбијена.